# 鲁迅文学奖

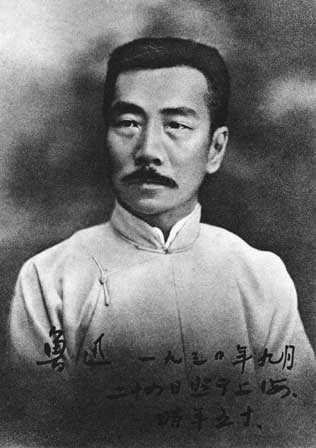
鲁迅

鲁迅文学奖是中华人民共和国为纪念鲁迅而设立的文学奖，中国文学界的最高荣誉之一，由中国作家协会主办。鲁迅文学奖每三年评选一次，自1995年以来，已举办八届。
从第五届开始鲁迅文学奖评选范围中增加了网络文学，在拥有互联网出版许可证的网站上发表的文章也可以参加评选。《网逝》（曾名《请你原谅我》，后改编为《搜索 (电影)》）是唯一进入初评的网络小说，但网友认为，《网逝》在本质上还是一部传统小说，《网逝》尚不如《相思长河梦》、《和藤井树停留在最好时光》等参评作品。

## 奖项设置
目前鲁迅文学奖共包括七个奖项：
- 全国优秀中篇小说奖
- 全国优秀短篇小说奖
- 全国优秀报告文学奖
- 全国优秀诗歌奖
- 全国优秀散文杂文奖
- 全国优秀文学理论评论奖
- 全国优秀文学翻译奖（前身为彩虹翻译奖）

## 历届颁奖
历届鲁迅文学奖获奖作品一览
- 第一届鲁迅文学奖（1995—1996），1998年2月9日公布
- 第二届鲁迅文学奖（1997—2000），2001年9月21日颁奖
- 第三届鲁迅文学奖（2001—2003），2005年6月28日颁奖
- 第四届鲁迅文学奖（2004—2006），2007年10月25日公布，10月28日颁奖
- 第五届鲁迅文学奖（2007—2009），2010年10月19日公布
- 第六届鲁迅文学奖（2010—2013），2014年8月11日公布，9月23日颁奖
- 第七届鲁迅文学奖（2014—2017），2018年8月11日公布
- 第八届鲁迅文学奖（2018—2021），2022年8月21日公布，11月20日颁奖

## 争议
近年，几乎每届鲁迅文学奖都受到质疑：
- 2007年的第四届鲁迅文学奖，雷达、李敬泽、何建明和洪治纲等人同时为其评委和获奖者。有评论文章指出：“最耸人听闻的是，多达四个终审评委同时也是获奖者。”
- 2010年第五届鲁迅文学奖获奖者、武汉市委常委、纪委书记车延高因诗集《向往温暖》获奖，其作品《徐帆》和《刘亦菲》被网友命名为“羊羔体”。
- 2010年第五届鲁迅文学奖文学理论评论类的获奖者谭旭东的作品《童年再现与儿童文学重构》被《文学报》的文章《如此狂抄，枉获鲁奖》指为抄袭。

2014年5月25日，湖北省作协主席方方发表微博称，柳忠秧通过拉关系全票进入鲁迅文学奖评选，还在微博中贴出柳忠秧的诗歌《岭南歌》中的一句：“国民党共产党，开天辟地。讲习所黄埔军，众志成城。”在接受媒体采访时，她表示柳忠秧"诗写得很差"，让这样的诗“入围鲁奖很丢湖北作协的脸”。柳忠秧回应，没有跟评委拉关系，方方"读不懂我的诗，没有资格评论"。
《岭南歌》曾被评价为"中国文学史难得、世界文学史罕见"。